# Rio Vermelho (rio de Minas Gerais)
O rio Vermelho é um curso de água que banha a Mesorregião da Zona da Mata do estado de Minas Gerais, Brasil. É o principal afluente da margem esquerda do rio Grão-Mogol. É um dos rios que integram a bacia hidrográfica do rio Paraíba do Sul.
O rio Vermelho nasce a uma altitude de aproximadamente 1520 metros na serra da Mantiqueira, nos limites do Parque Estadual do Ibitipoca, município de Santa Rita de Ibitipoca. Em seu percurso, banha a cidade de Bias Fortes. Sua foz no rio Grão-Mogol localiza-se nas proximidades da cidade de Pedro Teixeira.